# Sukatani (Surade)
Sukatani is een bestuurslaag in het regentschap Sukabumi van de provincie West-Java, Indonesië. Sukatani telt 3237 inwoners (volkstelling 2010).